# Keilitzfarbe
Die Keilitzfarbe ist eine blau-schwarze Eiweißlasurfarbe, die in der manuellen analogen Bildbearbeitung (Retusche, Druckvorlagenherstellung) zur verstärkenden Tönung von Halbton-Fotomaterial (Film, Fotopapier) im Repro-Bereich eingesetzt wurde. Zumeist wurde diese Lasurfarbe auf Schwarz-Weiß-Fotos und Farbauszügen angewendet, um z. B. auf Negativen Staubflecken oder Kratzer, die bei der Kopie entstanden, unsichtbar zu machen oder auf Positiv-Material kleinere Bildfehler auszugleichen. Heute ist diese Farbe meist unter der Bezeichnung „Diaphoto-Dye-Lasurfarbe“ zu finden.